# 윤이상
윤이상(尹伊桑, 독일어: Isang Yun 이장 윤[*], 1917년 9월 17일 ~ 1995년 11월 3일)은 서독과 통일 독일에서 활동한 대한민국 출신의 독일 현대 음악 작곡가, 바이올리니스트, 기타리스트, 첼리스트이다. 본관은 칠원이다.

## 생애

### 한국에서의 활동
윤이상은 경상남도 통영시에서 선비 출신의 윤기현(尹基鉉)과 농가 출신의 김순달(金順達) 사이에서 2남 3녀 중 장남으로 태어났다. 윤이상의 어머니는 용이 지리산을 감싸고 있는 태몽을 꾸었다고 한다. 다섯 살 때부터 3년간 한학을 가르치는 서당에 다녔다. 여덟 살에 통영공립보통학교(현 통영초등학교)에 입학했다. 풍금 반주에 맞추어 노래를 잘 부르고 악보를 곧잘 읽는 등 음악에 소질을 보였다. 열세 살 때에 바이올린과 기타를 배웠고 직접 선율도 써보았다. 동네 영화관에서 자신이 만든 선율이 연주되는 것을 듣고 작곡가가 되기로 하였다.
보통학교를 졸업한 윤이상은 음악가가 되는 것을 반대하는 아버지의 뜻에 따라 1932년 통영협성상업강습소(현 동원중고등학교)에 진학했다. 한국영화음악의 아버지 정윤주와 동기로서 1934년 졸업했다. 2년 후 서울로 올라가 성북동의 바이올리니스트 桂貞植 선생과 교류했고 당주동 정육점집 아이의 가정교사로 지냈으며 동기 정윤주에게 슈베르트를 소개하여 그가 음악가로 진로를 바꾸도록 설득했다.  군악대 출신의 바이올린 연주자로부터 화성학을 공부하고 도서관에 있는 악보를 보며 서양 고전 음악을 독학했다.
1935년 상업학교에 진학하면 음악을 공부해도 좋다는 아버지의 허락을 받고 일본 오사카에 있는 상업학교에 입학하고 오사카 음악대학에서 첼로, 작곡, 음악 이론을 배웠다. 이때 강제 징용된 조선인들이 사는 지역에 살면서 억압받는 사람들을 보고 사회적, 정치적 의식을 갖게 됐다.
1937년 통영으로 돌아와 화양학원(지금의 화양초등학교)에서 교사로 있으면서 오페라 문헌을 연구하고 작곡을 계속하며 첫 동요집 《목동의 노래》를 냈다. 1939년 다시 일본으로 건너가 이케노우치 도모지로(池内友次郎)에게 대위법과 작곡을 배웠다. 1941년 일본이 제2차 세계 대전에 참전하자 한국으로 돌아왔다. 조선가곡 악보가 발각되어 1944년 두 달 간 옥살이를 했다. 이후 서울에서 결핵으로 쓰러져 경성제대병원에 입원 중에 해방을 맞이했다.
광복 후 고향으로 돌아가 유치환·김춘수·정윤주등 통영의 예술인들과 함께 통영문화협회를 만들고 자신은 음악부문을 맡았다. 이때 통영고등학교 등 통영의 거의 모든 학교의 교가를 작곡했다. (고려대학교 교가도 그의 작품이다.) 그리고 일본에서 부산으로 몰려드는 전쟁고아들에 대한 얘기를 듣고 부산시립고아원의 소장이 되었다.

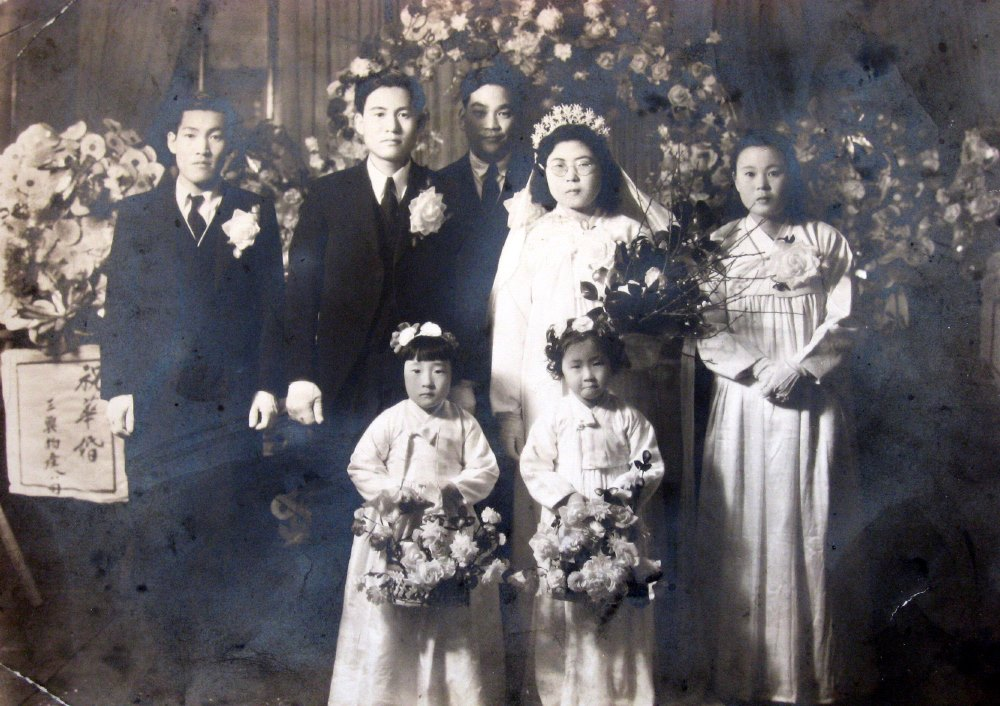
윤이상과 이수자의 결혼사진

1948년 통영여자고등학교에서 음악교사로 일하다가 부산사범학교로 옮겨 음악을 가르치며 작곡을 했다. 이듬 해 8월 가곡집 《달무리》를 부산에서 출판했는데 여기에 실린 〈고풍의상〉이나 〈추천〉등은 60년대에 많이 불렸다. 1950년 1월 30일 같은 학교에 국어 교사로 있던 이수자와 결혼했다. 같은 해 8월 첫 딸 정이 태어났다. 한국전쟁 중에는 부산의 전시작곡가협회에서 활동하고 부산고등학교에서 일하다가 1953년 휴전되자 가족과 함께 서울로 올라왔다.
서울대학교 예술학부와 덕성여대 등에서 작곡과 음악이론을 가르치고 작품과 평론을 활발하게 발표했다. 1954년 ‘전시작곡가협회’였다가 서울에서 새로 태어난 ‘한국작곡가협회’의 사무국장으로 활동했다. 같은 해 글 《악계구상의 제 문제》를 썼다. 1956년 4월 《현악4중주 1번》과 《피아노 트리오》로 ‘제5회 서울시 문화상’을 받았다. 이를 계기로 당시 대한민국에서 습득하기에는 한계가 있었던 20세기 작곡기법과 음악이론을 공부하기 위하여 유럽으로 떠나기로 했다.

### 유럽에서의 활동

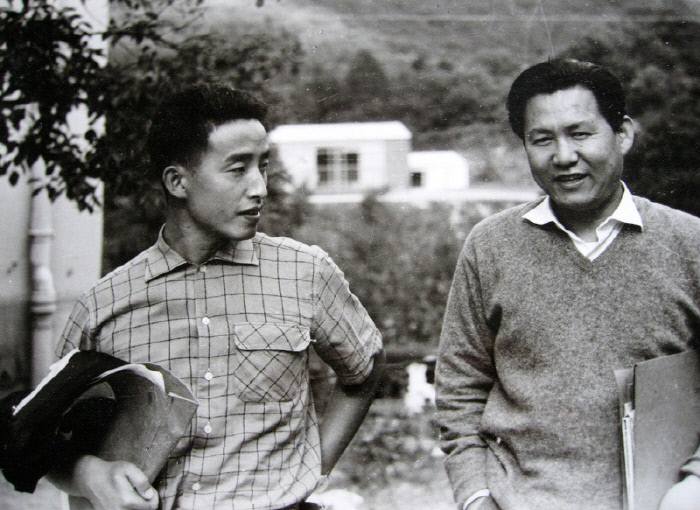
1959년 다름슈타트에서 백남준과 윤이상

1956년에는 파리에 머물다가 1957년에 베를린으로 갔다. 그의 스승으로는 라인하르트 슈바르츠쉴링, 보리스 블라허, 요세프 루퍼 등이 있다. 1958년 다름슈타트에서 열린 국제 현대 음악 강습에 참가해 다른 작곡가들과 안면을 텄다. 1958년 빌토번에서 《피아노를 위한 다섯 작품》을, 다름슈타트에서 《일곱 개의 악기를 위한 음악》을 초연했다. 동아시아 음악의 요소를 서양 음악에 접목시킨 그의 작품은 음악계의 주목을 끌기 시작했다.
1964년 부인과 두 아이와 함께 서베를린에 정착했다. 1965년 초연한 불교 주제에 의한 오라토리오 《오 연꽃 속의 진주여》(1964)와 1966년 도나우싱엔 음악제에서 초연한 관현악곡 《예악》은 그를 국제적으로 유명하게 만들었다.

### 동백림 사건

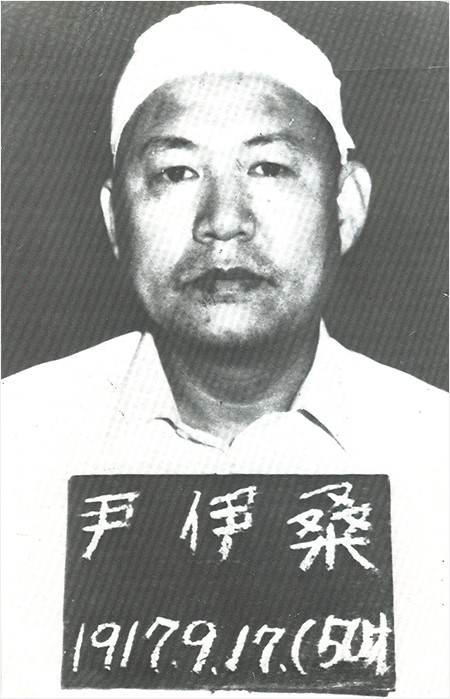
동백림 사건으로 체포된 모습

1963년 4월 처음으로 북한을 방문하여 오랜 친우인 최상학을 만났다. 또한 한 민족의 이상을 동물 형상으로 표현한 사신도를 통해 예술적인 영감을 얻기 위해 방북하였다. 하지만 당시 반공을 국시로 내세우고 있던 박정희 정부는 윤이상의 친북행적을 포착, 내사에 들어갔다.
1967년 6월 17일 윤이상과 부인 이수자는 중앙정보부에 의해 체포되어 서울로 송환되었다. 그는 유럽으로 건너간 다른 유학생들과 함께 간첩으로 몰려 사형을 선고 받고 서울구치소에 수감되었다.
1969년 자살을 시도한 윤이상은 결국 음악 작업을 해도 좋다는 허락을 받고 오페라 《나비의 꿈》을 썼다. 완성된 작품은 집행유예로 먼저 풀려난 부인을 통해 독일에 전달되어 1969년 2월 23일 뉘른베르크에서 《나비의 미망인》이라는 제목으로 초연되었는데, 31회의 커튼콜을 받는 등 큰 호평을 받았다. 옥중에서 건강이 악화되어 병원에 입원한 상태에서 《율》과 《영상》을 작곡하기도 했다.
한편 이고리 스트라빈스키와 헤르베르트 폰 카라얀이 주축이 되어 200여명의 유럽 음악인들이 대한민국 정부에 공동 탄원서를 내어 윤이상의 수감에 대해 항의했다. 서명한 사람 중에는 페르 뇌고르, 루이지 달라피콜라, 죄르지 리게티, 아르네 멜내스, 카를하인츠 슈톡하우젠, 요제프 카일베르트, 마우리치오 카겔, 오토 클렘퍼러, 한스 베르너 헨체, 하인츠 홀리거 등이 있었다. 1967년 12월 13일 1차 공판에서 윤이상은 무기징역을 선고받았으나 재심·삼심에서 감형받았고, 1969년 2월 25일 대통령 특사로 석방되었다. 세계 음악가들의 격한 저항으로 서독으로 국적을 바꿨고, 그 뒤 그는 죽을 때까지 대한민국에 입국할 수 없었고 대한민국 정부는 그가 작곡한 음악의 연주를 금지했다.
1969년부터 1970년까지 하노버 음악대학, 1977년부터 1987년까지 베를린 예술대학에서 교수로 재직했다.

### 후기 생애
윤이상은 1971년에 서독에 귀화하였다. 이후 작품 활동을 하면서 북한을 오갔다. 북한에서는 1982년부터 매년 윤이상 음악제가 개최되었으며, 대한민국에서도 그의 음악이 해금되어 연주를 할 수 있게 되었다. 1988년 일본에서 남북 합동 음악회를 열 것을 남북 정부에 건의하였는데, 이것이 이루어져 1990년 10월 서울전통음악연주단 대표 17명이 평양으로 초청받아 범민족 통일음악회가 열렸다.

### 사망

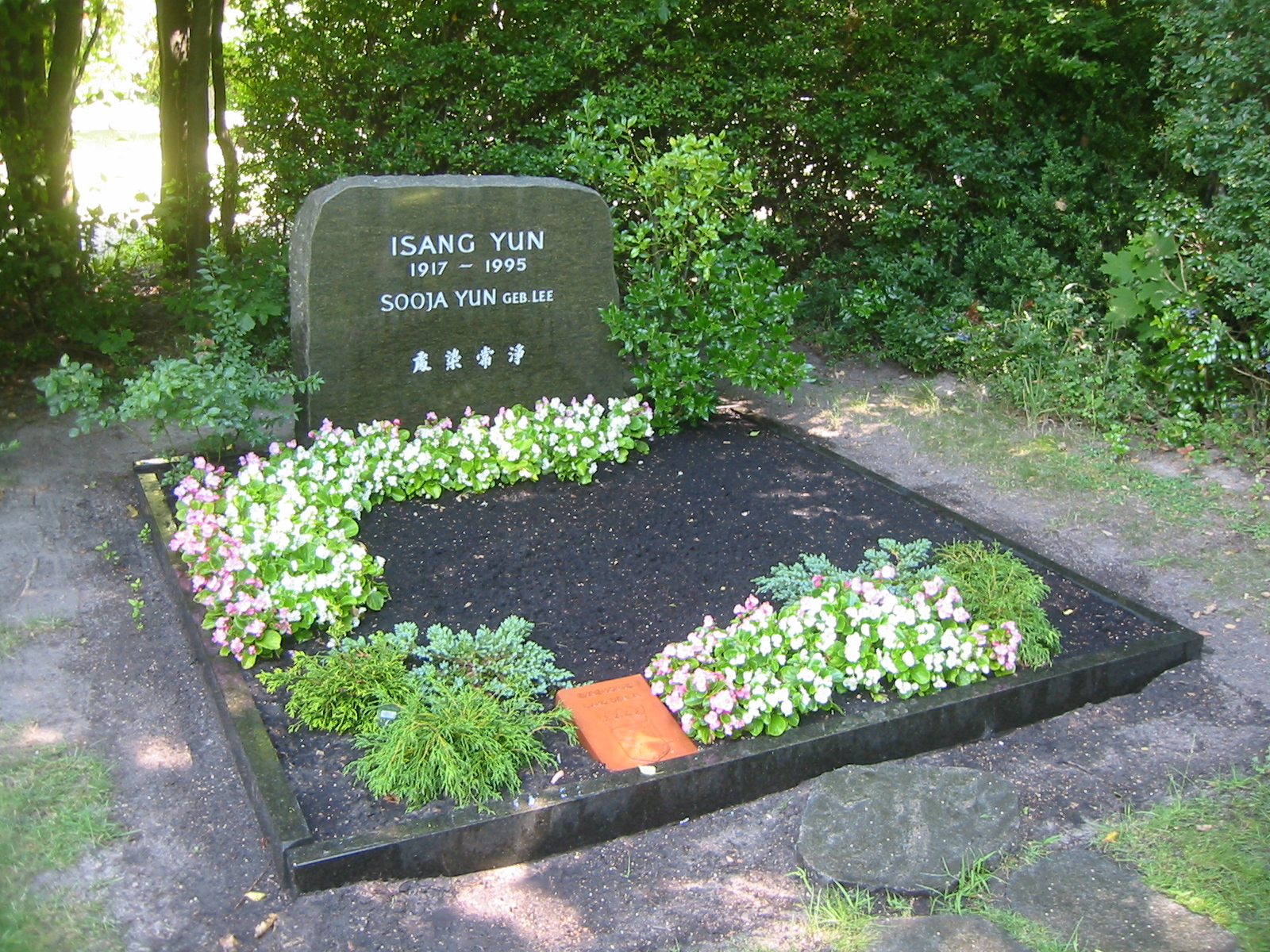
윤이상 묘소

1994년 9월 서울·부산·광주 등지에서 윤이상 음악축제가 열렸다. 윤이상은 참석하려 했지만 모든 정치적 활동을 중단하라는 대한민국 정부의 요청을 거절함으로 인해 갈등을 겪었고, 결국 건강이 악화되어 입원했다. 이때 그의 소지품 가운데는 안숙선의 남도민요 음반이 있었다. 1995년 11월 3일 오후 4시 20분 독일 베를린 발트병원에서 폐렴으로 사망하였다.
사망 후 김정일 명의의 화환이 보내졌으며 북한에서 국가적 차원의 음악회가 열렸다고 한다. 북한의 TV 드라마 “민족과 운명” 5~8부의 모델이 윤이상이다.
2006년 1월 국가정보원 과거사건 진실규명을 통한 발전위원회에서 그가 연루되었던 동백림 사건이 부정선거에 대한 거센 비판 여론을 무마시키기 위해 과장되고 확대 해석되었다는 조사 결과를 공표했으며, 1년여 뒤인 2007년 9월 14일에는 미망인 이수자가 윤이상 탄생 90주년 기념 축전에 참가하기 위해 40년 만에 대한민국에 입국했다.
한국인 제자에는 서울대학교작곡가 교수를 역임 한 강석희, 백병동이 있다.

## 음악
서양 음악에 동양적인 요소를 쓴 독자적인 것으로 평가받는다. 도교와 불교를 소재로 하는 곡이 많고, 성서의 글을 가사로 한 곡도 있다. 생애 대부분을 기독교 신자로 보냈고, 말년에 불교에 귀의하였다. 클러스터 기법 등 당대 최첨단 작곡 기법을 응용하여 서양 악기와 음악체계로 동양적인 음색과 미학을 표현할 수 있게 독창적인 작곡기법인 주요음(독일어: Hauptton) 기법과 주요음향(독일어: Hauptklang) 기법을 개척했다.

## 수상
- 1956년 서울시 문화상
- 1988년 독일연방공화국 대공로훈장.
- 1992년 함부르크 자유예술원 공로상.
- 1995년 괴테 메달.[8]

## 학력
- 경상남도 통영보통학교 졸업
- 경상남도 통영 통영협성상업강습소(현 동원중고등학교 졸업)
- 일본 오사카 상업학교 전문학사
- 일본 오사카 음악학교 전문학사
- 프랑스 파리 국립음악원 학사
- 독일 베를린 국립 예술대학교 음악대학원 음악학 석사

### 명예 박사 학위
- 독일 튀빙겐 에베르하르트 카를스 대학교 명예 철학박사

## 기념

### 대한민국
- 윤이상 평화재단 보관됨 2008-06-25 - 웨이백 머신
- 국제 윤이상 작곡상
- 통영 국제 음악제
- 통영시 도천동 윤이상 생가터에는 윤이상 기념관 및 윤이상 거리가 있다.

### 조선민주주의인민공화국
- 윤이상관현악단.
- 1984년 9월 윤이상음악연구소 설립.
- 매년 윤이상음악회 개최.

### 독일
- 국제윤이상협회
- 루이제 린저는 윤이상과 대담록을 《상처받은 용(Der verwundete Drache : Dialog über Leben und Werk des Komponisten)》이라는 제목으로 출판했다. 같은 제목의 영화가 제작되어 2007년 개봉예정이었으나  보관됨 2005-03-14 - 웨이백 머신 2011년 현재 개봉된 바 없다.

## 주요 작품
- 한국 가곡
  - 《고풍의상》- 듣기
  - 《달무리》
  - 《편지》
  - 《추천》
- 오페라, 성악곡
  - 독창, 합창, 관현악을 위한 오라토리움 《오 연꽃 속의 진주여》(1964)
  - 오페라 《류퉁의 꿈》(1965)
  - 오페라 《나비의 미망인》(1967, 1968)
  - 혼성 합창과 타악기를 위한 《나비의 꿈》(1968)
  - 오페라 《요정의 사랑》(1969, 1970)
  - 세 명의 소프라노와 관현악을 위한 《나모(南無)》(1971)
  - 오페라 《심청》(1971, 1972)
    - 1972년 뮌헨 올림픽의 개막을 축하하였다.

  - 목소리, 기타, 타악기를 위한 《가곡》(1972)
  - 타악기, 오르간, 혼성 합창을 위한《도에서(道-)》(1972, 1982)
  - 세 성부와 타악기를 위한 《추억》(1972)
  - 교성곡 《나의 땅, 나의 민족이여》(1986, 1987) 듣기 보관됨 2012-05-03 - 웨이백 머신
    - 경련 스님, 박두진, 김남주, 고은 등의 시를 가사로 사용하여 한민족의 역사를 이야기하고 통일을 염원하는 칸타타이다.

  - 소프라노, 3성부의 여성 합창과 다섯 개의 악기를 위한 《에필로그》(1994)
- 관현악곡
  - 관현악을 위한 《바라》(1960)
  - 대관현악을 위한 《교향악적 정경》(1960)
  - 현악 합주를 위한 《교착적 음향》(1960)
  - 관현악을 위한 《유동(流動)》(1964)
  - 대관현악을 위한 《예악(藝樂)》(1966) 듣기
  - 대관현악을 위한 《차원》(1971)
  - 소관현악을 위한 《협주적 음형들》(1972)
  - 대관현악을 위한 《서곡》(1973)
  - 대관현악을 위한 무용환상 《무악》(1978)
  - 관현악을 위한 《서주와 추상》(1979)
  - 교향시 《광주여 영원히!》(1981)
  - 《교향곡 제1번》(1982, 1983) - 3악장 듣기
  - 《교향곡 제2번》(1984) - 듣기
  - 《교향곡 제3번》(1985)
  - 교향곡 제4번 《어둠 속에서 노래하다》(1986)
  - 대편성 관현악과 바리톤 독창을 위한 《교향곡 제5번》(1987)
  - 대관현악을 위한 《윤곽》(1989)
  - 관현악을 위한 메멘토 《화염에 휩싸인 천사》(1994)
- 협주곡
  - 첼로와 관현악을 위한 《협주곡》(1975, 1976)
  - 플룻과 관현악을 위한 《협주곡》(1977)
  - 클라리넷과 소관현악을 위한 《협주곡》(1981)
  - 바이올린과 관현악을 위한 《협주곡 제1번》(1981)
  - 바이올린과 관현악을 위한 《협주곡 제2번》(1983-1986)
  - 바이올린과 관현악을 위한 《협주곡 제3번》(1993)
- 실내악곡
  - 현악 사중주 제1번
  - 현악 사중주 제2번
  - 현악 사중주 제3번(1959)
  - 《일곱 개의 악기를 위한 음악》(1959) 듣기 보관됨 2012-05-03 - 웨이백 머신
    - 한국 정악(正樂)의 색채를 담았다.

  - 실내 앙상블을 위한 《로양》(1962-1964)
  - 바이올린과 피아노를 위한 《가사(歌詞)》(1963)
  - 플룻과 피아노를 위한 《가락》(1963) - 듣기
  - 첼로와 피아노를 위한 《노래》(1964)
  - 클라리넷과 피아노를 위한 《율(律)》(1968)
  - 플룻, 오보에, 바이올린, 첼로를 위한 《영상(影像)》(1968)
  - 플룻, 오보에, 바이올린을 위한 《삼중주》(1972, 1973)
  - 바이올린, 첼로, 피아노를 위한 《삼중주》(1972-1975)
  - 세 성부와 타악기를 위한 《추억》(1974)
  - 관악기, 하프, 타악기를 위한 《조화》(1974)
  - 오보, 클라리넷, 바순을 위한 《론델》(1974)
  - 실내 관현악을 위한 《협주적 단편》(1976)
  - 비올라와 피아노를 위한 《이중주》(1976)
  - 오보에, 하프, 비올라를 위한 《소나타》(1979)
  - 관악기, 타악기, 콘트라베이스를 위한 《무궁동》(1986)
  - 관악기와 현악 5중주를 위한 《거리(距離)》(1988)
  - 《실내협주곡 제1번》(1990)
  - 《실내협주곡 제2번》(1990)
- 독주
  - 피아노를 위한 《다섯 개의 소품》(1958) - 듣기
  - 쳄발로를 위한 《소양음》(1966)
  - 오르간을 위한 《음관들(陰管-)》(1967)
  - 첼로를 위한 《활주》(1970)
  - 오보에를 위한 《피리》(1971)
  - 플루트를 위한 5개의 《연습곡》(1974) - 듣기 보관됨 2008-03-10 - 웨이백 머신
  - 오르간을 위한 《단편》(1975)
  - 바이올린 독주를 위한 《대왕의 주제》(1976)
  - 플루트 독주를 위한《살로모》(1976)
  - 하프 독주를 위한 《균형을 위하여》 (1987)
  - 플루트를 위한 《소리》(1988)
  - 플루트를 위한 《가락》 - 듣기 및 악보 보관됨 2011-08-16 - 웨이백 머신
  - 리코더를 위한 《중국의 그림》(1993)

## 같이 보기
- 재독 한국인
- 통영 국제 음악제
- 윤이상국제음악콩쿠르

## 참고 문헌
- 윤신향, 《윤이상 - 경계선상의 음악》. 파주: 한길사, 2005.
- 김용환, "다원적 세계주의자 윤이상의 삶과 음악", 『윤이상 연구 I』(김용환 편저), 한국예술종합학교 한국예술연구소 1995년
- 윤이상, "나의 삶, 나의 음악, 나의 민족", 『윤이상의 음악세계』(최성만, 홍은미 편역), 한길사 1991년
- 이수자, 《내 남편 윤이상》상/하권, 창작과비평사, 2002년
- 박선욱, 《윤이상평전 - 거장의 귀환》, 삼인, 2017년
- 윤이상, 루이제 린저, 《윤이상, 상처 입은 용》, 알에이치코리아, 2017년